# 徳島県建設センター
徳島県建設センター（とくしまけんけんせつセンター）は、徳島県徳島市富田浜にある(一社)徳島県建設業協会が運営する建設に関する施設。

## 施設
1F
- ロビー
- レストラン

2F
- (一社)徳島県建設業協会
- 協同組合徳島県建設業協会
- 勤労者退職金共済機構徳島県建設支部
- 建設業労働災害防止協会徳島県支部
- 徳島県土木施工管理技士会
- 徳島県建設産業団体連合会
- （公財）建設業福祉共済団

3F
- 鳳凰の間
- 松の間
- 竹の間
- 菊の間

4F
- 西日本建設業保証株式会社徳島支店
- (一社)徳島県建設業協会徳島支部

5F
- 社団法人徳島県測量設計業協会
- 社団法人徳島県造園緑地協会
- 社団法人徳島県建築士会
- 徳島県建設業厚生年金基金
- 協同組合徳島県解体工事業組合

6F
- 601展示場（栄の間）

7F
- 大会議室（鶴の間）

## 入居機関
- 社団法人徳島県建設業協会
- 社団法人徳島県建設業協会徳島支部
- 社団法人徳島県測量設計業協会
- 社団法人徳島県造園緑地協会
- 社団法人徳島県建築士会
- 財団法人建設業福祉共済団
- 協同組合徳島県建設業協会
- 徳島県土木施工管理技士会
- 徳島県建設産業団体連合会
- 徳島県建設業厚生年金基金
- 協同組合徳島県解体工事業組合
- 勤労者退職金共済機構徳島県建設支部
- 建設業労働災害防止協会徳島県支部
- 西日本建設業保証株式会社徳島支店

## 交通
- JR徳島駅より徒歩約10分。
- 徳島市営バス・しらさぎ台、八多、五滝、大久保、渋野行き「両国橋バス停」下車、徒歩約3分。